# Thamnocrana haemorrhoa
Thamnocrana haemorrhoa är en fjärilsart som beskrevs av Edward Meyrick 1927. Thamnocrana haemorrhoa ingår i släktet Thamnocrana och familjen praktmalar, Oecophoridae. Inga underarter finns listade i Catalogue of Life.